# Le Seigneur des anneaux : Les Sorciers
 (mai 2022).
Si vous disposez d'ouvrages ou d'articles de référence ou si vous connaissez des sites web de qualité traitant du thème abordé ici, merci de compléter l'article en donnant les références utiles à sa vérifiabilité et en les liant à la section « Notes et références ».
Le Seigneur des anneaux : les sorciers (titre original : Middle-earth: The Wizards) est un jeu de cartes à collectionner inspiré par l'œuvre de John Ronald Reuel Tolkien, en particulier Bilbo le Hobbit et Le Seigneur des anneaux. Il est produit en 1995 par Iron Crown Enterprises, un éditeur de jeu américain, et traduit en français à partir de 1997 par Hexagonal.

## Système de jeu

### But du jeu[3]
Dans la version de base, chaque joueur incarne l'un des cinq sorciers qui se font concurrence pour mener le Conseil Blanc : Alatar, Gandalf, Pallando, Radagast et Saroumane. Il existe trois façons de gagner :
- Que le sorcier de l'adversaire (ou de chaque adversaire dans une partie à plus de deux joueurs) soit tué ou corrompu.
- Que l'Anneau unique soit détruit dans le Mont du Destin, par une combinaison de certaines cartes.
- Si aucun de ces deux évènements n'arrive, le gagnant est celui qui a accumulé le plus de points de rassemblement à la fin du jeu.

Avec l'ajout des extensions, les objectifs peuvent varier, essentiellement concernant une victoire autour de l'Anneau Unique.
- Si un joueur de Sorcier trouve l'Anneau Unique, il doit se rendre à la Montagne du Destin en Mordor pour tenter de le détruire.
- Si un joueur de Spectre trouve l'Anneau Unique, il n'a rien d'autre à faire qu'à le ramener à Sauron en Mordor pour que la partie soit gagnée.
- Si un joueur de Sorcier-Déchu trouve l'Anneau Unique, il doit tenter de le maîtriser par une succession d'épreuves. En cas d'échec, il perd la partie. En cas de réussite, il la remporte aussitôt.
- Si un joueur de Balrog trouve l'Anneau Unique, il doit jouer certaines cartes pour tenter de le contrôler. Sur une réussite, il remporte la partie.

Quant aux victoires sur les Points de Rassemblements, elles peuvent changer du tout au tout selon le camp qui est représenté.
- Un joueur de Sorcier doit trouver des trésors tels qu'Anduril, la Cotte de Mailles de Mithril de Bilbon, ou des Palantiri par exemple, ou bien rallier des factions tels que les Rôdeurs du Nord ou les Elfes Sylvestres.
- Un joueur de Spectre gagne surtout des points en ralliant à sa cause des Factions d'orques ou de trolls, et en dévastant et massacrant les peuples libres.
- Un joueur de Sorcier-Déchu doit remplir ses propres objectifs, à savoir que les 5 Sorciers possèdent des objectifs fort différents et spécifiques à chacun d'entre eux.
- Un joueur de Balrog doit trouver d'anciens trésors enfouis sous terre, réveiller de vieux démons et monstres souterrains et envahir/détruire des citadelles naines.

### Types de cartes
LDA: LS comporte plusieurs types de cartes :

#### Héros et séides
Les héros représentent des personnages dirigés par un sorcier. Ce sont généralement des personnages tirés du Seigneur des anneaux ou de Bilbo le hobbit, mais il existe aussi quelques personnages créés pour le jeu. Ils ont chacun une carte à fond bleu clair, et ont plusieurs caractéristiques communes : la prouesse et la résistance qui déterminent leur valeur au combat, l'influence directe qui leur permet de contrôler d'autres héros ou des factions, et l'esprit qui mesure leur valeur générale et l'influence qui est dépensée pour les maintenir en jeu. Chaque héros a aussi une race et une ou plusieurs classes de personnage, qui leur permettent d'utiliser certaines cartes. Toutes les cartes de héros sont dites uniques, ce qui signifie qu'un joueur ne peut avoir qu'une seule carte de chaque héros dans son paquet, et qu'un héros ne peut être mis en jeu par plusieurs joueurs à la fois.
Parmi ces cartes de héros, les cinq cartes de sorciers sont à part : elles ont chacune une couleur différente et n'ont pas de caractéristique d'esprit. Ce sont des héros puissants, mais leur mort ou leur corruption entraîne la défaite du joueur qui les contrôle.
Les séides apparaissent dans l'extension L'Œil de Sauron. Ce sont des cartes à fond violet sombre. Ils sont l'équivalent des héros, mais du côté maléfique. Plusieurs de ces personnages sont issus du Seigneur des anneaux, d'autres sont originaux, et d'autres sont des orques et trolls anonymes. Parmi les séides se trouvent des orques et des trolls, mais pas de hobbits. Certaines cartes de séides, appelés agents, apparaissent dans l'extension Sombres séides ; elles peuvent être employées pour gêner l'adversaire comme des cartes de périls, en plus de pouvoir servir de séides.
Dans l'extension L'Œil de Sauron, des cartes de Nazgûl remplacent les cartes de sorciers ; dans The White Hand apparaissent de la même façon des cartes de sorciers déchus. Le Balrog de la Moria est aussi représenté par une carte dans The Balrog.

#### Ressources
Les cartes de ressources avantagent un joueur et ses héros. Elles ont un fond rouge cuivré, ou bleu foncé. Elles comptent :
- Des évènements courts, prolongés ou permanents (selon le temps qu'ils peuvent rester en jeu). Ils peuvent permettre de gagner des points de rassemblement ou d'obtenir un bonus temporaire.
- Des alliés, qui représentent des créatures souvent non-humanoïdes qui aident les héros ou les séides. Parmi eux, il y a par exemple des Ents ou des animaux apprivoisés. Certains alliés ont des restrictions de mouvement (par exemple, les Ents ne peuvent pas trop s'éloigner de la forêt de Fangorn). Les alliés les plus puissants donnent des points de rassemblement.
- Des objets, qui renforcent ou donnent des capacités spéciales aux héros, mais en donnant des points de corruption à leur porteur. Ainsi, un personnage portant de nombreuses armes et armures sera plus puissant au combat, mais très vulnérable à la corruption. Parmi ces objets se trouvent les anneaux d'or, qui représentent des anneaux non identifiés, et des anneaux spéciaux (les sept anneaux des Nains et l'Anneau unique, mais aussi des anneaux mineurs) qui sont mis en jeu quand une carte est jouée pour identifier un anneau d'or. Les objets les plus puissants donnent des points de rassemblement.
- Des factions, qui représentent chacune un peuple vivant dans la Terre du Milieu. Elles servent surtout à gagner des points de rassemblement.

#### Périls
Les cartes de périls sont jouées pour gêner un adversaire et ses héros.
- Les créatures déclenchent des combats avec les héros et séides. Elles peuvent représenter des créatures anonymes (par exemple des coupe-jarret ou des maraudeurs orques), ou des personnages et créatures uniques, comme le dragon Smaug ou un des neuf Nazgûl. Le combat peut blesser ou tuer les héros, mais vaincre des créatures peut aussi faire gagner des points de rassemblement.

- Les évènements courts, prolongés ou permanents permettent de handicaper indirectement son adversaire. C'est parmi ces cartes que se trouvent les cartes de corruption, qui peuvent pousser un personnage à trahir son camp et disparaitre. D'autres cartes représentent des conditions météorologiques handicapantes.

#### Lieux
Il existe deux types de cartes de lieux. Ces cartes forment un paquet séparé, dont les cartes ne sont jamais tirées au hasard : un joueur qui veut déplacer ses personnages choisit leur destination dans son paquet de lieux.
- Les cartes de sites représentent chacune un endroit de la Terre du Milieu : Minas Tirith, la forêt de Lórien, etc. Il existe plusieurs types de sites, en fonction du danger qu'il y a à les explorer. Certains sites sont des havres (la Lórien, les Havres Gris, Fondcombe et Edhellond pour les sorciers ; Carn Dûm, Minas Morgul, Dol Guldur et Geann a-Lisch pour les Nazgûl ; Rhosgobel, Isengard ou les Tours Blanches pour les sorciers déchus et la Moria pour le Balrog) où les personnages peuvent être engagés, se soigner et se reposer ; dans la version de base du jeu, tous les déplacements doivent partir d'un havre et/ou finir à un havre.
- Les cartes de régions servent à gérer les mouvements d'un site à un autre. Les joueurs peuvent préférer à ce système l'emploi d'une carte de la Terre du Milieu.

### Mécanismes de jeu
Les joueurs jouent les uns après les autres. Pendant son tour, un joueur peut jouer des cartes de ressources, pendant que son adversaire joue des cartes de périls. Après avoir placé de nouveaux personnages, le joueur peut grouper ses personnages en compagnies (des groupes qui voyagent ensemble et se protègent les uns les autres) et les déplacer dans des sites. L'adversaire peut jouer des créatures pour gêner, blesser et tuer les héros et séides qui se déplacent vers le site. Ensuite, le joueur dont c'est le tour peut utiliser le site pour y jouer une ressource, comme une faction, un objet ou un allié. Pour certains sites dangereux, il doit en plus combattre les défenseurs du site.
Les combats se font avec l'aide de dés. Le joueur lance deux dés à six faces, ajoute la prouesse du héros, et doit obtenir au moins la prouesse de la créature pour la vaincre ou l'éliminer.

## Liste d'extensions[4]
- Les Sorciers (1995) : La première série de cartes, qui traite des sorciers et du côté du « bien ». La plupart des personnages, lieux et objets principaux des livres y ont une carte.

- Les Dragons (1996) : La première extension ; elle traite surtout des dragons, de leur trésor, et des régions où ils vivent, dans le nord de la Terre du Milieu. À partir de cette extension, chaque dragon existe en trois versions avec une carte chacune : la version simple qui est une créature, la version en chasse qui est un évènement prolongé (et dure donc pendant le tour d'un joueur puis celui de son adversaire) et déclenche des attaques contre les compagnies qui se déplacent dans plusieurs régions alentour, et une version au gîte qui est un évènement permanent et déclenche de puissantes attaques contre chaque compagnie qui entre dans le repaire dudit dragon.

- Sombres séides (1996) : Cette extension ajoute de nombreux nouveaux périls, parmi lesquels plus de cartes de non-morts. Elle introduit les agents, qui peuvent servir aussi bien pour gêner l'adversaire comme des cartes de périls, en plus de pouvoir servir de séides avec les extensions ultérieures. Apparaissent également un réseau souterrain de cartes de sites, les abîmes.

- L'Œil de Sauron (1997) : La seconde série de paquets, qui peut être utilisée indépendamment de Les Sorciers. Elle ajoute la possibilité de jouer les Spectres de l'Anneau de Sauron, voire Sauron lui-même. Au lieu de pouvoir détruire l'Anneau, les Spectres peuvent gagner en portant l'Anneau à Barad-dûr et le restituer à Sauron ; mais ils ont des malus pour trouver l'Anneau. Bien qu'elle soit vendue dans sa version anglaise en starters et boosters à la composition aléatoire, cette extension est vendue en français sous la forme de 5 paquets préconstruits ; l'achat des cinq paquets permet de posséder toute la collection, dont certaines cartes en double.

- Against the Shadow (1997) : Cette extension contient des ressources à la fois pour les séides et pour les héros. Elle se concentre sur le conflit entre les deux factions. Elle contient entre autres des cartes de créatures représentant chacune un des cinq sorciers. Cette extension et les extensions suivantes n'ont jamais été traduites en français.

- The White Hand (1997) : Cette extension permet de jouer une troisième faction, les sorciers déchus (comme Saroumane dans Le Seigneur des Anneaux), qui peuvent employer à la fois des cartes de héros et de séides, ainsi que leurs propres cartes.

- The Balrog (1998) : Cette extension propose de jouer le Balrog de la Moria, avec comme seuls séides des orques et trolls nombreux et brutaux. Ce jeu se concentre généralement sur les déplacements dans les abîmes souterrains. Une série de cartes permet d'envoyer le Balrog et ses séides détruire une forteresse naine, comme il l'a fait pour la Moria. Une autre carte permet au Balrog de saisir l'Anneau unique pour lui-même. L'extension n'est pas vendue sous forme de starters et de boosters, mais en deux paquets préconstruits ; l'achat des deux permet de posséder chacune des cartes de l'extension. Certaines cartes sont des réimpressions d'extensions précédentes.

- Middle Earth Challenge Decks (1998) : 10 paires de paquets préconstruits pour jouer en tournoi, en anglais. Ces cartes sont des réimpressions de séries précédentes.